# 高刘街道
高刘街道，原为高刘镇，是中国安徽省合肥市蜀山区下辖的一个乡镇级行政单位，由合肥市经济技术开发区代为管理。2018年，撤镇设街道。区划代码改为340191001。

## 行政区划
高刘街道下辖以下地区：
高刘街道社区、连环社区、青山社区、长岗社区、南庄村、岗北村、贾郢村、焦湖村、南仓村、高刘村、河东村、五星村、洪店村、沈塘村、江岗村、陈桥村、天河村、白露寺村、沿河村、沛西村、四冲村、红塘村、柳塘村和宝教寺村。